# Robert James Graves
Pour les articles homonymes, voir Graves.
Robert James Graves, née le 27 mars 1797 à Dublin et mort le 20 mars 1853 est un médecin et chirurgien irlandais. Il a été l'ami de William Stokes, avec qui il a publié, entre 1836 et 1842, le Dublin Journal of Medical Science. En 1878, on lui érige une statue à Dublin.

## Son apport à la médecine
On lui doit la première description de la maladie de Basedow, une maladie autoimmune de la thyroïde. remarquant l'association d'une exophtalmie et d'un goitre. Toutefois, Graves pensait que c'étaient les palpitations cardiaques qui provoquaient l'élargissement de la thyroïde. Ayant consacré des études poussées à l'auscultation cardiaque, il remarqua qu'il pouvait entendre le premier bruit cardiaque d'un patient sans stéthoscope à un mètre de distance.
Graves a également décrit l'œdème angioneurotique, la sclérodermie et l'érythromélalgie.